# Lupenice
Lupenice (německy Lupenitz) je obec, která se nachází v okrese Rychnov nad Kněžnou v Královéhradeckém kraji. Žije zde 268 obyvatel.

## Historie
První písemná zmínka o obci pochází z roku 1360.

## Galerie

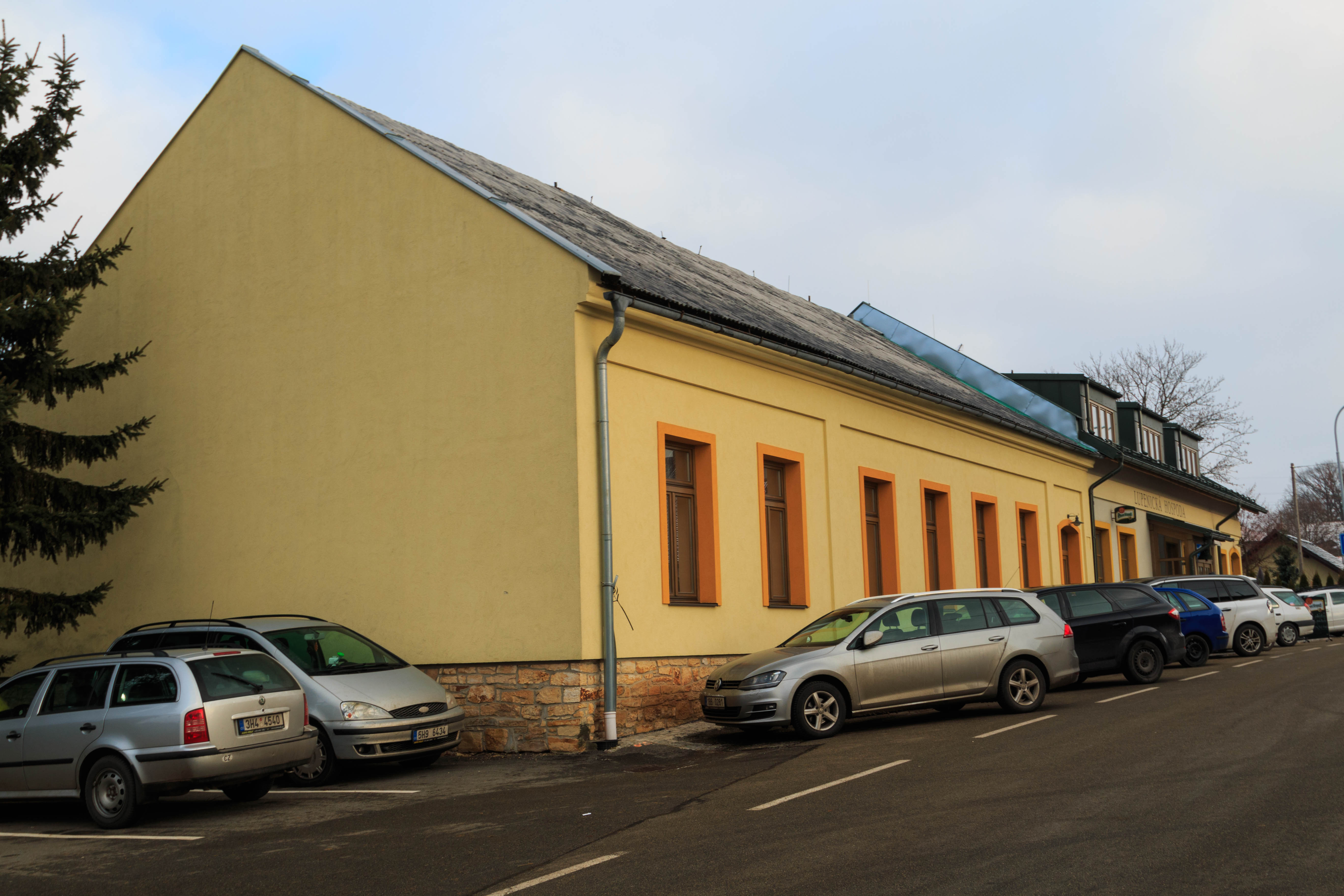
Hospoda
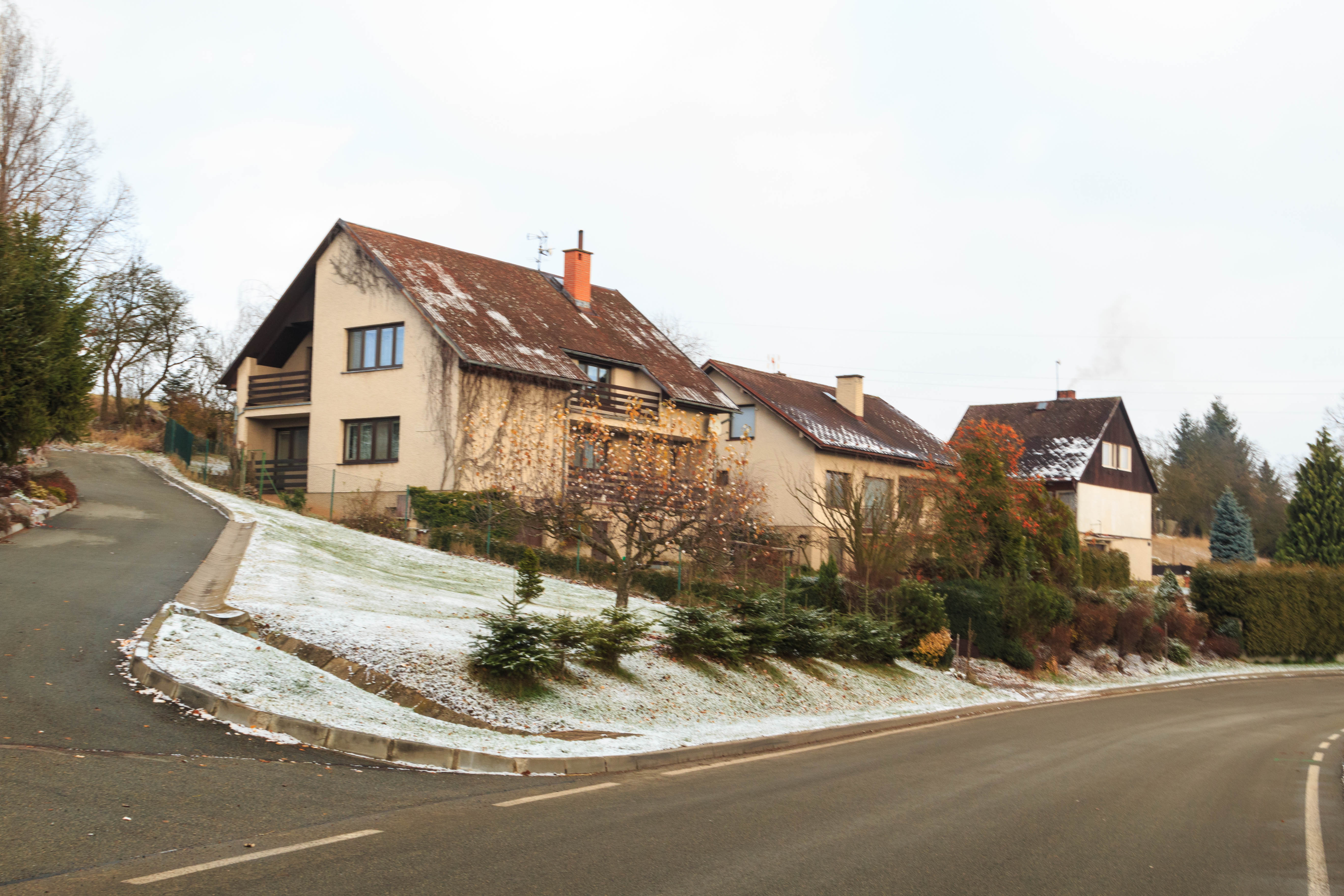
Stavení čp. 92
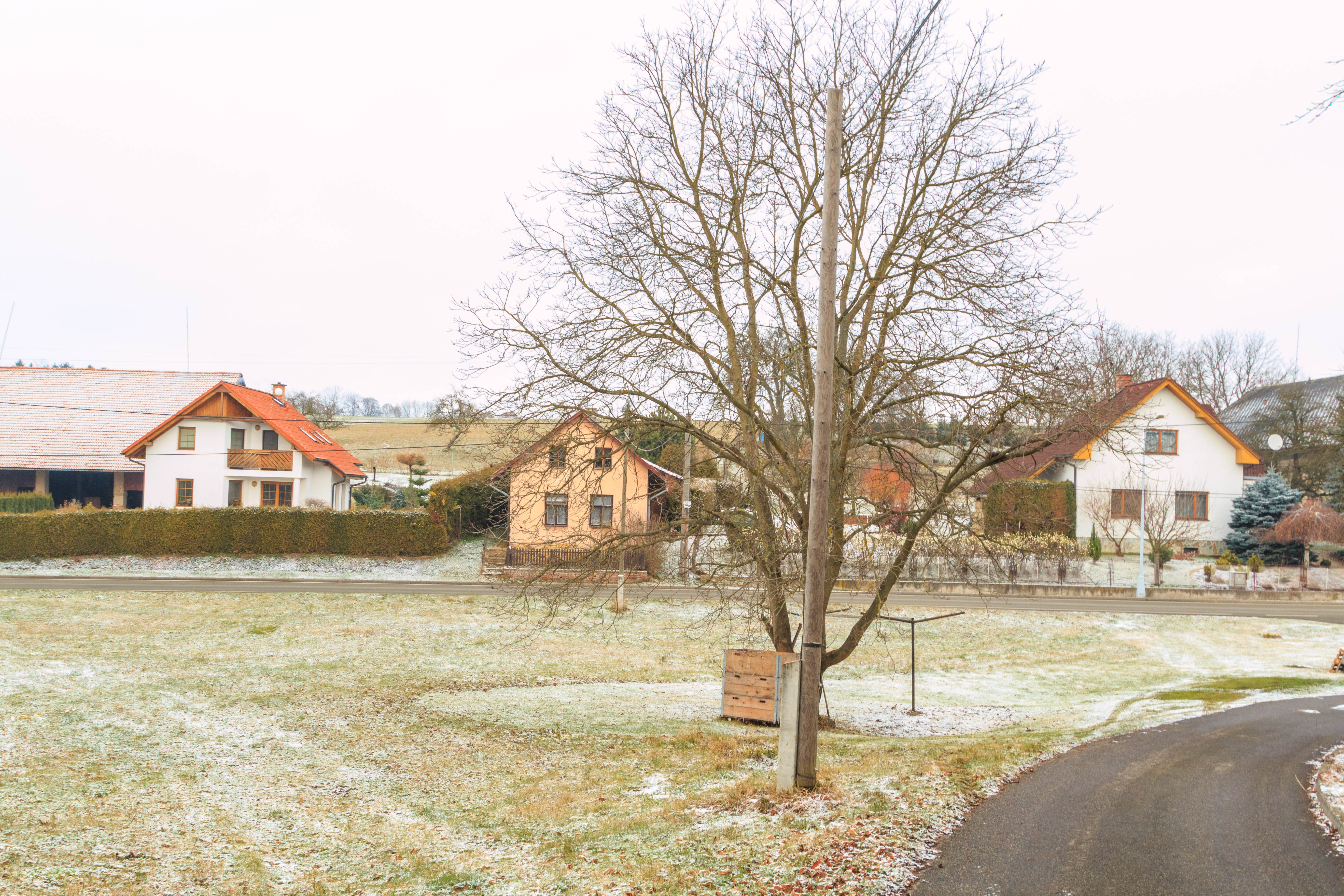
Stavení čp. 27
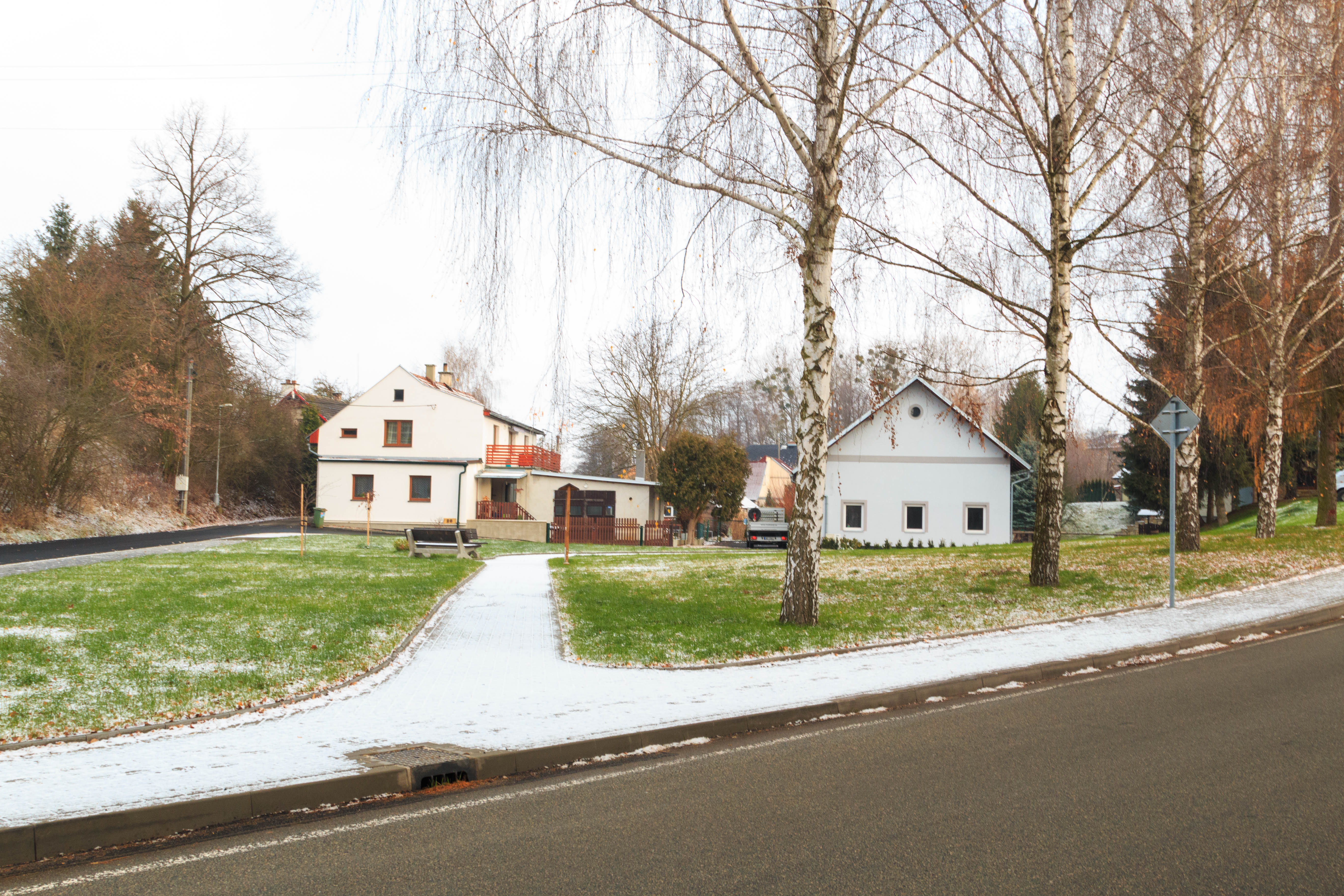
Stavení čp. 28